# Вязовица (Винницкая область)
Вязовица (укр. В'язовиця) — село на Украине, находится в Ильинецком районе Винницкой области.
Код КОАТУУ — 0521282406. Население по переписи 2001 года составляет 7 человек. Почтовый индекс — 22721. Телефонный код — 4345. Занимает площадь 0,48 км².

## Адрес местного совета
22721, Винницкая область, Иллинецкий р-н, с. Жорнище, ул. Бойка, д.17